# Cedrick Mabwati
Cedrick Mabwati Gerard (ur. 8 marca 1992 w Kinszasie) – kongijski piłkarz grający na pozycji lewego pomocnika. Od 2015 jest zawodnikiem klubu Columbus Crew.

## Kariera klubowa
Swoją karierę piłkarską Mabwati rozpoczął w 2004 roku w klubie UD Santa Marta. W 2005 roku podjął treningi w szkółce piłkarskiej Atlético Madryt. W 2008 roku stał się członkiem zespołu rezerw Atlético. Grał w nich przez dwa lata w Segunda División B. W 2010 roku został wypożyczony do grającej w Segunda División, Numancii. Swój debiut w niej zaliczył 29 sierpnia 2010 w przegranym 2:3 wyjazdowym meczu z Rayo Vallecano. W 2011 roku przeszedł do Numancii na stałe. Grał w niej do końca sezonu 2012/2013.
W 2013 roku Mabwati przeszedł do Realu Betis. Zadebiutował w nim 18 sierpnia 2013 w przegranym 1:2 wyjazdowym meczu z Realem Madryt. W sezonie 2013/2014 spadł z Betisem z Primera División do Segunda División.
W 2014 roku Mabwati został wypożyczony do Osasuny. Swój ligowy debiut w Osasunie zaliczył 30 sierpnia 2014 w zremisowanym 1:1 wyjazdowym meczu z Realem Saragossa. W Osasunie grał przez rok.
Latem 2015 Mabwati został piłkarzem grającego w Major League Soccer, Columbus Crew. Zadebiutował w nim 26 lipca 2015 w zremisowanym 3:3 domowym meczu z Toronto FC. Na koniec 2015 roku wywalczył wicemistrzostwo Major League Soccer.
| Sezon   | Klub              | Kraj              | Rozgrywki          | Mecze | Gole |
| ------- | ----------------- | ----------------- | ------------------ | ----- | ---- |
| 2008/09 | Atlético Madryt B | Hiszpania         | Segunda División B | 22    | 0    |
| 2009/10 | Atlético Madryt B | Hiszpania         | Segunda División B | 32    | 4    |
| 2010/11 | CD Numancia       | Hiszpania         | Segunda División   | 40    | 9    |
| 2011/12 | CD Numancia       | Hiszpania         | Segunda División   | 31    | 1    |
| 2012/13 | CD Numancia       | Hiszpania         | Segunda División   | 37    | 3    |
| 2013/14 | Real Betis        | Hiszpania         | Primera División   | 23    | 0    |
| 2014/15 | CA Osasuna        | Hiszpania         | Segunda División   | 30    | 0    |
| 2015    | Columbus Crew     | Stany Zjednoczone | MLS                | 13    | 1    |

## Kariera reprezentacyjna
W reprezentacji Demokratycznej Republiki Konga Mabwati zadebiutował 6 września 2014 w przegranym 0:2 meczu kwalifikacji do Pucharu Narodów Afryki 2015 z Kamerunem. W 2015 roku został powołany do kadry na Puchar Narodów Afryki 2015. Rozegrał na nim sześć meczów: z Zambią (1:1), z Republiką Zielonego Przylądka (0:0), z Tunezją (1:1), ćwierćfinałowy z Kongiem (4:2), półfinałowy z Wybrzeżem Kości Słoniowej (1:3) i o 3. miejsce z Gwineą Równikową (0:0, karne 4:2). Z kadrą Demokratycznej Republiki Konga zajął 3. miejsce w tym turnieju.